# Ойстейн Петтерсен
Ейстейн Петтерсен (норв. Øystein Pettersen, 19 січня 1983) — норвезький лижник, олімпійський чемпіон.
Ейстейн Петтерсен виступає на етапах Кубка світу з 2003 року і 4 рази підіймався на подіум. Найвище його досягнення в індивідуальних дисциплінах — два другі місця в спринті. Свою золоту олімпійську медаль і звання олімпійського чемпіона Петтерсен здобув на Іграх у Ванкувері у парі з Петером Нортугом у командному спринті.